# Preben Kaas
Preben Kaas (ur. 30 marca 1930 w Aalborgu, zm. 27 marca 1981 w Kopenhadze) – duński komik, aktor, scenarzysta i reżyser filmowy. Zagrał w 55 filmach od 1943, aż do 1980 roku. Znany jest najbardziej z roli Harry’ego Dynamita z duńskiej serii komedii kryminalnej Gang Olsena.

## Życiorys
Preben Kaas był synem kapelmistrza Roberta Edvard Louisa Kaas (ur. 16 sierpnia 1886 w Kopenhadze, zm. 4 czerwca 1972 tamże) oraz Marthy Tømmerup (ur. 27 marca 1886, zm. ?). Miał także siostrę, Annelisę Kaas (ur. 30 kwietnia 1916, zm. ?). Został ochrzczony w Katedrze św. Oskara w Aalborgu (duń. Ansgars Kirke).
W 1970 otrzymał nagrodę Bodil dla najlepszego aktora w roli drugoplanowej, w filmie Gang Olsena w potrzasku.
Był czterokrotnie żonaty. 3 kwietnia 1957 ożenił się z Bodil Nymark Nielsen, z którą miał dwójkę dzieci, jednak doszło do rozwodu. W latach 1961–1967 był żonaty z Ullą Kaas Larsen. Mieli dwoje dzieci: córkę Lone i syna Jeppe Kaasa (ur. 23 listopada 1966), aktora, kompozytora muzyki filmowej i bandleadera. 31 października 1970 poślubił Anne Marie Lie, z którą miał syna Nikolaja Lie Kaasa (ur. 22 maja 1973), aktora. W 1975 rozwiódł się. 25 września 1977 ożenił się z Lisbet Dahl.
27 marca 1981 w Kalkbrænderihavnen (część portu Nordhavnen) w Kopenhadze znaleziono utopione ciało Prebena Kaasa. Prawdopodobnie było to samobójstwo, gdyż znaleziono przy nim tylko buty i bawełniany płaszcz. Został pochowany na cmentarzu Søndermark w Kopenhadze.

## Dyskografia

### Albumy
| Rok  | Tytuł                     | Wytwórnia          | Informacje                                                                                                | Źródło |
| ---- | ------------------------- | ------------------ | --- | ------ |
| 1964 | Preben Kaas Og Jørgen Ryg | Polydor            | Album został nagrany z Jørgenem Rygem                                                                     | [ 9 ]  |
| 1966 | At Tænke Sig...           | Polydor            | Album został nagrany z Bodilem Udsenem, Kirsten Walther, Olem Montym, Dirchem Passerem i Ulfem Pilgaardem | [ 9 ]  |
| 1972 | Der Er Nu Noget Ved Pi’er | His Master’s Voice | | [ 9 ]  |
| 1975 | Cirkusrevyen 75           | EMI                | Album został nagrany z Jørgenem Rygem, Lisbet Dahl i Lilią Broberg                                        | [ 9 ]  |

## Filmografia
| Rok       | Tytuł                                                    | Gatunek            | Rola                                | Reżyser                                      | Scenarzysta                                                       |
| --------- | -------------------------------------------------------- | ------------------ | ----------------------------------- | -------------------------------------------- | ----------------------------------------------------------------- |
| 1943      | S.O.S. – kindtand                                        | Krótkometrażowy    | –                                   | Astrid Henning-Jensen, Bjarne Henning-Jensen | Astrid Henning-Jensen, Bjarne Henning-Jensen                      |
| 1943      | En pige uden lige                                        | Familijny          | –                                   | Ole Berggreen, Jon Iversen                   | Oscar Wennersten                                                  |
| 1943      | Naar man kun er ung                                      | Familijny          | –                                   | Bjarne Henning-Jensen                        | Astrid Henning-Jensen, Bjarne Henning-Jensen                      |
| 1943      | Det ender med bryllup                                    | Komedia            | Piccolo                             | Lau Lauritzen młodszy                        | Peter Lind                                                        |
| 1945      | Czerwone łąki (duń. De røde enge)                        | Dramat wojenny     | Erik                                | Bodil Ipsen, Lau Lauritzen młodszy           | Leck Fischer, Ole Juul                                            |
| 1946      | Jeg elsker en anden                                      | Familijny          | Blomsterbud                         | Lau Lauritzen młodszy, Alice O’Fredericks    | Grete Frische                                                     |
| 1947      | Familien Swedenhielm                                     | Familijny          | Kontorassistent                     | Lau Lauritzen młodszy                        | Hjalmar Bergman, Leck Fischer                                     |
| 1947      | Dzieci z jednego podwórka (duń. De pokkers unger)        | Familijny          | Børge                               | Astrid Henning-Jensen, Bjarne Henning-Jensen | Fleming Lynge, Estrid Ott                                         |
| 1948      | Penge som græs                                           | Komedia            | Piccolo                             | Svend Methling                               | Leck Fischer, Niels Hoff, Kristian Møller                         |
| 1957      | Bundfald                                                 | Dramat, kryminał   | Egon                                | Palle Kjærulff-Schmidt, Robert Saaskin       | Palle Kjærulff-Schmidt                                            |
| 1957      | Sønnen fra Amerika                                       | Familijny          | Preben                              | Jon Iversen                                  | Jon Iversen, Paul Sarauw, Johan Skjoldborg                        |
| 1957      | Far til fire og onkel Sofus                              | Komedia familijna  | Peters ven                          | Alice O’Fredericks                           | Engholm, Hast                                                     |
| 1958      | Stof til eftertanke                                      | Krótkometrażowy    | –                                   | Jens Henriksen                               | Jens Henriksen                                                    |
| 1958      | Seksdagesløbet                                           | Dramat             | Benny Brun                          | Jørgen Roos                                  | Erik Balling, Tørk Haxthausen                                     |
| 1958      | Soldaterkammerater                                       | Komedia            | Ole Sørensen (615)                  | Sven Methling                                | Bob Ramsing, Henrik Sandberg                                      |
| 1958      | Andre folks børn                                         | Familijny          | Kommis Søren                        | Nic. Lichtenberg                             | Kirsten Bundgaard                                                 |
| 1959      | Helle for Helene                                         | Familijny          | Kyssende bargæst                    | Gabriel Axel                                 | Børge Müller                                                      |
| 1959      | De sjove år                                              | Familijny          | Madsen                              | Palle Kjærulff-Schmidt, Robert Saaskin       | Palle Kjærulff-Schmidt, Klaus Rifbjerg                            |
| 1959      | Soldaterkammerater rykker ud                             | Komedia            | Ole Sørensen (615)                  | Sven Methling                                | Bob Ramsing                                                       |
| 1960      | Poeten og Lillemor og Lotte                              | Komedia            | Journalisten                        | Erik Balling                                 | Erik Balling, Jørgen Mogensen                                     |
| 1960      | Den sidste vinter                                        | Dramat wojenny     | Gustav                              | Frank Dunlop, Anker Sørensen, Edvin Tiemroth | Karl Bjarnhof, Basil Dawson, P.C. Green, Jørgen Roos, C.C. Vassar |
| 1960      | Skibet er ladet med                                      | Komedia            | Betjent Mortensen                   | Peer Guldbrandsen                            | Peer Guldbrandsen                                                 |
| 1960      | Soldaterkammerater på vagt                               | Komedia            | Ole Sørensen (615)                  | Sven Methling                                | Bob Ramsing, Preben Kaas                                          |
| 1961      | Løgn og løvebrøl                                         | Komedia            | Fotograf                            | Peer Guldbrandsen                            | Peer Guldbrandsen                                                 |
| 1961      | To skøre ho’der                                          | Komedia familijna  | Preben Bruun                        | Paul Hagen, Preben Kaas                      | Preben Kaas, Paul Hagen                                           |
| 1961      | Soldaterkammerater på efterårsmanøvre                    | Komedia            | Ole (615)                           | Sven Methling                                | Carl Ottosen, Henrik Sandberg                                     |
| 1962      | Soldaterkammerater på sjov                               | Komedia            | Ole (615)                           | Sven Methling                                | Carl Ottosen, Sven Methling                                       |
| 1963      | Skyggen af en helt                                       | –                  | Seumas Shields                      | Hans-Henrik Krause                           | Sean O’Casey                                                      |
| 1964      | Selvmordsskolen                                          | Komediodramat      | Søn                                 | Knud Leif Thomsen                            | Knud Leif Thomsen                                                 |
| 1964      | Don Olsen kommer til byen                                | Komedia familijna  | Fjernsynsmand                       | Anker Sørensen                               | Bent Christensen, Knud Poulsen, Aage Stentoft, Tage Vandsted      |
| 1965      | Mor bag rattet                                           | Familijny          | Lykkes far som ung                  | Erik Dibbern                                 | Erik Dibbern, Lise Nørgaard                                       |
| 1966      | Nu stiger den                                            | Familijny          | Klamm 2.                            | Annelise Hovmand                             | Jørgen Hartmann-Petersen, Annelise Hovmand                        |
| 1966      | Pigen og greven                                          | Familijny          | Skuespiller                         | Finn Henriksen                               | Carl Ottosen                                                      |
| 1966      | Et minde om to mandage                                   | –                  | –                                   | Astrid Henning-Jensen                        | Arthur Miller                                                     |
| 1967      | Jeg – en marki                                           | Komedia            | Wydawca                             | Mac Ahlberg, Peer Guldbrandsen               | Peer Guldbrandsen                                                 |
| 1967      | Ung vrede                                                | Dramat             | Cliff Lewis                         | Carlo M. Pedersen                            | Finn Methling, Margit Laub, John Osborne                          |
| 1967      | Cirkusrevyen 67                                          | Komedia muzyczna   | Różne role                          | Preben Kaas                                  | Preben Kaas, Povl Sabroe                                          |
| 1967      | Martha                                                   | Komedia familijna  | Kokken                              | Erik Balling                                 | Henning Bahs, Preben Kaas, Erik Balling                           |
| 1967      | Onkel Joakims hemmelighed                                | Familijny          | Esben Andersen                      | Carl Ottosen                                 | Carl Ottosen, Eva Eklund, Poul Mogensen                           |
| 1968      | Soldaterkammerater på bjørnetjeneste                     | Komedia            | Szeregowy 12                        | Carl Ottosen                                 | Carl Ottosen                                                      |
| 1969      | Gang Olsena w potrzasku (Olsen-banden på spanden)        | Komedia kryminalna | Harry „Dynamit”                     | Erik Balling                                 | Erik Balling, Henning Bahs                                        |
| 1970      | Præriens skrappe drenge                                  | Komedia, western   | Ben                                 | Carl Ottosen                                 | Carl Ottosen                                                      |
| 1970      | Rend mig i revolutionen                                  | Komedia            | Gonzales                            | Erik Balling                                 | Henning Bahs, Erik Balling                                        |
| 1971      | Musik og ord                                             | –                  | Różne role                          | –                                            | –                                                                 |
| 1971      | Hvor er liget, Møller?                                   | Komedia kryminalna | Møller                              | Preben Kaas                                  | Preben Kaas                                                       |
| 1971      | Guld til præriens skrappe drenge                         | Komedia, western   | Ben                                 | Finn Karlsson                                | Finn Karlsson, Carl Ottosen                                       |
| 1971      | Gang Olsena jedzie do Jutlandii (Olsen-banden i Jylland) | Komedia kryminalna | Betterøv                            | Erik Balling                                 | Henning Bahs, Erik Balling                                        |
| 1973      | På’en igen Amalie                                        | Komedia familijna  | Andreasen                           | Preben Kaas                                  | Charlotte Georg, Ole Georg                                        |
| 1973      | I din fars lomme                                         | Dramat, familijny  | Ojciec                              | Lise Roos, Anker Sørensen                    | Lise Roos, Anker Sørensen                                         |
| 1973      | Slap af                                                  | Krótkometrażowy    | Robert                              | Palle Skibelund                              | Erik Knudsen                                                      |
| 1973      | Gang Olsena w amoku (Olsen-banden går amok)              | Komedia kryminalna | Harry „Dynamit”                     | Erik Balling                                 | Erik Balling, Henning Bahs                                        |
| 1974      | Mafiaen – det er osse mig!                               | Komedia kryminalna | Valde Sørensen                      | Henning Ørnbak                               | Lise Nørgaard                                                     |
| 1974      | Den meget talende barber                                 | Komedia            | Giftefogeden                        | Kirsten Stenbæk                              | Bent Grasten, Ludvig Holberg, Kirsten Stenbæk                     |
| 1970–1974 | Huset på Christianshavn                                  | Komedia familijna  | Harald, Knold, Redaktor, Fuld kunde | Tom Hedegaard, Erik Balling, Ebbe Langberg   | Benny Andersen, Henning Bahs, Erik Balling (...)                  |
| 1975      | Piger i trøjen                                           | Komedia            | Barman                              | Finn Henriksen                               | Finn Henriksen                                                    |
| 1976      | Spøgelsestoget                                           | Familijny          | Richard Winther                     | Bent Christensen                             | Bent Christensen, Leif Panduro, Arnold Ridley                     |
| 1976      | Julefrokosten                                            | Komedia            | Hans Jensen                         | Finn Henriksen                               | Finn Henriksen, Ole Boje                                          |
| 1977      | Alt på et bræt                                           | Komedia kryminalna | Arthur Gabrielsen                   | Gabriel Axel                                 | Ole Boje                                                          |
| 1978      | Firmaskovturen                                           | Komedia            | Hans Jensen                         | John Hilbard                                 | Ole Boje, John Hilbard                                            |
| 1978      | Lille spejl                                              | Komedia            | Sandra                              | Edward Fleming                               | Edward Fleming                                                    |
| 1978      | Fængslende feriedage                                     | Komedia familijna  | Galleriejer Toft                    | Finn Henriksen                               | Finn Henriksen, Poul-Henrik Trampe                                |
| 1979      | Måneskin                                                 | Dramat             | Kurt                                | Hans Christian Nørregaard                    | Franz-Xaver Kroetz, Hans Christian Nørregaard                     |
| 1980      | Sådan er jeg osse                                        | Dramat             | Stines far                          | Lise Roos                                    | Lise Roos                                                         |
| 1981      | D*A*S*K                                                  | Komedia            | Martin Alexander                    | Per Wiking                                   | Jørgen Hartmann-Petersen                                          |
| 1981      | Mændenes Forbund                                         | Dramat             | Rejsekonsulenten                    | Franz Ernst                                  | Kristen Bjørnkjær                                                 |